# Ágoston János
Ágoston Ker. János (Nagykároly, 1787. április 26. – Veszprém, 1863. június 28.) bölcsész, pap.

## Élete
Alsóbb iskoláit szülőhelyén, a bölcseletet a győri akadémián végezte. Az egyházi rendbe lépett, és a teológiát mint Várad vármegyei növendékpap a pesti egyetemen tanulta. 1810-ben áldozópappá szentelték; azután egy évig csillagász-segédként és tanárként dolgozott Erdélyben a gróf Batthyány Ignác alapította gyulafehérvári csillagvizsgáló intézet mellett, de szembetegsége miatt meg kellett válnia hivatalától. Ezután egy évig Zilahon és 1812–től 16-ig Gyulán káplánkodott. 1816-ban Szentandrásra helyezték plébánosnak. 1832-ben gyengélkedése miatt nyugdíjba helyezték, és haláláig Pesten lakott.

## Munkái
1. Két magyar óda, egyik Mártonffi József erdélyi püspök, másik Fang István prépost tiszteletére. (Szeben, 1811.)
2. Méltóságos gróf Csáky László püspöki helyettes tiszteletére, midőn békési egyházkerületben bérmálna. (Nagyvárad, 1816.) (Magyar óda.)
3. Lehet-e? van-e? egyedül idvezető ekklezsia? (Pest, 1822. (A. J. aláírással)
4. Megbővíttetett mágnes, vagyis: kifejtése azon tiszta igazságoknak, melyek indító okúl szolgálhatnak minden keresztény felekezetbeli magyaroknak arra: hogy az igaz, nemzeti római keresztény kath. religióban, anyaszentegyházban egyesüljenek a boldogságra. (Uo. 1823.)